# Ephesia separata
Ephesia separata là một loài bướm đêm trong họ Noctuidae.